# Geodis Park
O Geodis Park é um estádio específico para futebol em Nashville, Tennessee.
É a casa do clube Nashville SC da Major League Soccer, que começou a jogar como um time de expansão em 2020 em sua casa temporária no Nissan Stadium . Ações judiciais para impedir sua construção foram movidas por apoiadores da histórica Tennessee State Fair e foram posteriormente indeferidas pela chanceler Ellen Hobbs Lyle em 2017 e 2019, mas anuladas pelo juiz de apelação J. Steven Stafford em julho de 2019 e o litígio continua em março de 2020.